# مهندسی مخابرات

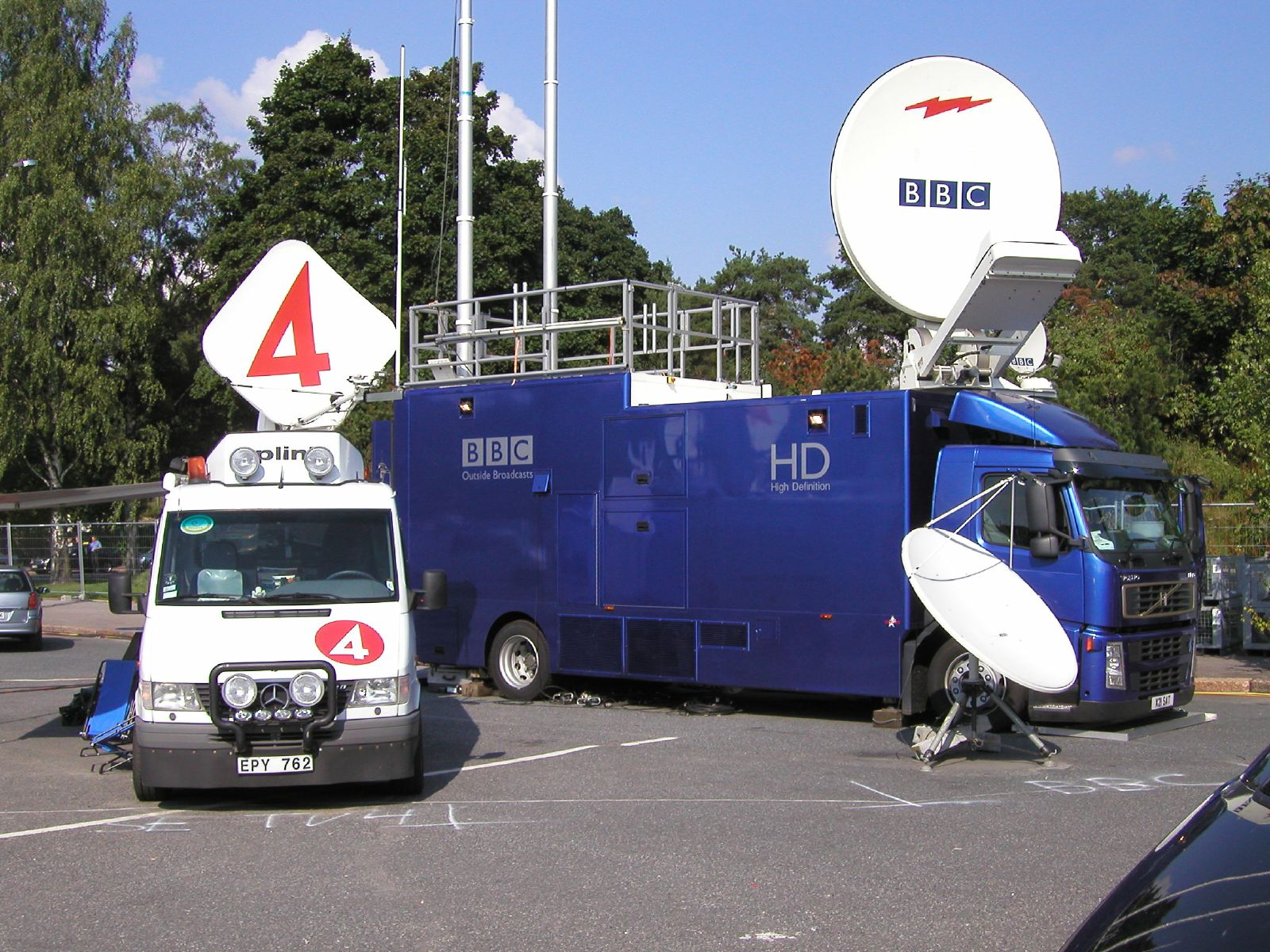
تجهیزات مخابرات سیار شبکه بی‌بی‌سی در سوئد

مهندسی برق مخابرات یکی از گرایش‌های مهندسی برق است. مخابرات نوری، میدان و امواج، سیستم و مخابرات رمز از زیرمجموعه‌های آن هستند. مخابرات، گرایشی از مهندسی برق است که در حوزه ارسال و دریافت اطلاعات فعالیت می‌کند. مهندسی مخابرات با ارائه نظریه‌ها و مبانی لازم جهت ایجاد ارتباط بین دو یا چند کاربر، انجام عملی فرایندها را به‌طور بهینه ممکن می‌سازد. پس هدف از مهندسی مخابرات، پرورش متخصصان در چهار زمینه اصلی این گرایش شامل فرستنده، مرحله میانی، گیرنده و گسترش شبکه است.

## رشته مهندسی مخابرات در دانشگاه
دانشجویان رشته مهندسی برق در دوره کارشناسی پس از گذراندن دروس پایه (ریاضی۱و۲، فیزیک۱و۲، احتمال مهندسی، محاسبات عددی، معادلات دیفرانسیل، مبانی برنامه‌نویسی و…) و گذراندن دروس اصلی (مدار ۱و۲، الکترونیک ۱و۲، ماشین۱و۲، الکترومغناطیس، مدار منطقی، معماری کامپیوتر، سیگنال‌ها و سیستم‌ها، مخابرات ۱، سیستم‌های کنترل خطی و …) می‌بایست دروس اختصاصی مخابرات شامل فیلتر و سنتز مدار، میدان‌ها و امواج، آنتن، مایکروویو ۱، مخابرات دیجیتال، پردازش سیگنال‌های دیجیتال، مدارهای مخابراتی، شبکه‌های کامپیوتری و … را بگذرانند تا با مدرک مهندسی برق گرایش مخابرات فارغ‌التحصیل شوند.
این رشته در دوره کارشناسی ارشد به چهار گرایش میدان، سیستم، شبکه و کدینگ (رمز) و مهندسی صدا تقسیم می‌شود گرایش سیستم به بررسی مواردی همچون فشرده‌سازی اطلاعات، نحوه ذخیره‌سازی و بازیابی اطلاعات مدوله‌سازی اطلاعات رمز گذاری تشخیص خطا و مانند این می‌پردازد. گرایش میدان به بررسی انتقال امواج در محیط‌های مختلف طراحی آنتن‌ها طراحی مدارات مایکروویو رادار محافظت‌ها و خطرات الکترومغناطیسی و مانند این می‌پردازد.
این رشته با توجه به ارتباط نزدیک خود با الکترونیک در تحول ادوات و قطعات الکترونیکی نقش به‌سزایی داشته‌است. به‌طوری که مدارات در مقیاس مخابراتی را می‌توان حاصل کوشش در طراحی مدارات پیشرفته الکترونیک جستجو کرد. این رشته در گرایش سیستم از این ادوات پیشرفته الکترونیکی در طراحی سامانه‌های پیچیده مخابراتی استفاده می‌نماید.